# Succinea floridana
Succinea floridana är en snäckart som beskrevs av Henry Augustus Pilsbry 1905. Succinea floridana ingår i släktet Succinea och familjen bärnstenssnäckor. Inga underarter finns listade i Catalogue of Life.